# Mesembrina montana
Mesembrina montana är en tvåvingeart som beskrevs av Zimin 1951. Mesembrina montana ingår i släktet Mesembrina och familjen husflugor. Inga underarter finns listade i Catalogue of Life.